# Marcin Rybicki
Marcin Rybicki (ur. 1946 w Warszawie) – polski ekonomista, urzędnik i dyplomata, Stały Przedstawiciel RP przy Radzie Europy (1997–2001) i ambasador RP w Japonii (2003–2008).

## Życiorys
Jest absolwentem Wydziału Nauk Ekonomicznych Uniwersytetu Warszawskiego (1969). W 1982 uzyskał stopień doktora nauk ekonomicznych. Odbywał studia podyplomowe w SGPiS oraz szkolenie zawodowe i staże naukowe w Stanach Zjednoczonych, Francji i Austrii.
W latach 1969–1981 pracował w Komisji Planowania przy Radzie Ministrów, a od 1982 do 1986 był adiunktem w Instytucie Nauk Ekonomicznych PAN. Wykładał również na UW i na Uniwersytecie w Aleppo. W latach 1986–1989 pracował w Kancelarii Sejmu, m.in. na stanowiskach dyrektora oraz sekretarza Rady Społeczno-Gospodarczej przy Sejmie X kadencji. W latach 1989–1996 był podsekretarzem stanu w Centralnym Urzędzie Planowania. Odpowiadał za nadzorowanie problematyki międzynarodowych stosunków gospodarczych oraz polityki rozwoju regionalnego i przestrzennego. W latach 1992–1996 był przewodniczącym polsko-niemieckiej komisji międzyrządowej do spraw współpracy regionalnej i przygranicznej. Od 1997 jest pracownikiem Ministerstwa Spraw Zagranicznych. W latach 1997–2001 był stałym przedstawicielem Rzeczypospolitej przy Radzie Europy w Strasburgu. Pełnił również funkcję przedstawiciela Polski w Banku Rozwoju Rady Europy. W 1999 został wybrany wiceprzewodniczącym rady zarządzającej Banku na dwuletnią kadencję. Od 2001 pełnił funkcję dyrektora Departamentu Zagranicznej Polityki Ekonomicznej MSZ. Od 2003 do 2008 był ambasadorem RP w Japonii.
Jest autorem licznych publikacji o tematyce gospodarczej. Zna języki: angielski, francuski i rosyjski. Jest żonaty, ma dwoje dzieci.